# あやね遥菜
あやね 遥菜（あやね はるな、1993年1月8日 - ）は、日本の元AV女優。マインズ所属。

## 略歴・人物
長野県出身。趣味・特技は、料理・映画鑑賞。
2013年6月、DMMの動画配信限定メーカー「D☆Collection」の専属女優としてAVデビュー。
2015年6月19日、AV女優によるアイドルグループ・マシュマロ3d+に「マシュマロ☆メロン」として加入。
マークスジャパンからジャパントータルプロモーションへ移籍したことを2016年6月28日に、さらにマインズ所属となったことを10月23日にそれぞれオフィシャルブログで報告。
2017年10月29日、マシュマロ3d+の単独ライブで12月一杯でグループを卒業することを発表。
2018年2月1日、オフィシャルブログにて2018年3月31日でAV女優を引退する事を発表。

## 出演作品

### WEB配信
※メーカーは、特記以外は「D☆Collection」
2013年
- デビュー未満（6月10日配信開始）※イメージ作品
- あやね遥菜 AVデビュー（6月20日配信開始）
- 何でもレンタル －あやね遥菜AV女優－（7月19日配信開始）
- あやね遥菜のじっくりねっとり濃厚ベロキスSEX（8月20日配信開始）
- あやね遥菜 ただいま発情中（9月20日配信開始）
- いいなり従順専属ペット（10月18日配信開始）
- 高級ソープに行こう!（11月20日配信開始）
- 誘惑ティーチャー遥菜（12月20日配信開始）

2014年
- 女子大生ピンサロ嬢（1月17日配信開始）
- 遥菜の彼氏はおじいちゃん（2月19日配信開始）
- D☆Collection コンプリートBEST あやね遥菜 8時間（6月7日配信開始）※総集編
- Haruna #1 敏感娘の照れまくりSEX（8月1日配信開始、S-Cute）
- Haruna #2 無邪気に戯れる水着H（8月11日配信開始、S-Cute）
- Haruna #3 Hがしたい彼女の誘惑オナ（9月14日配信開始、S-Cute）

### アダルトDVD
2014年
- あやね遥菜 AVデビュー（2月7日、D☆Collection）※WEB配信作品のDVD版
- 遥菜の彼氏はおじいちゃん（2月19日、D☆Collection）※WEB配信作品のDVD版
- * D☆Collection コンプリートBEST あやね遥菜 8時間（6月7日、D☆Collection）※WEB配信作品のDVD版、総集編
- 絶対美少女とオジサンの濃密中出し解禁（6月25日、本中）
- 恥辱の教育実習生 8（7月7日、アタッカーズ）
- カラダを売りにするS級素人 リョウカ・ハルナ 【日焼けあとスペシャル】（7月11日、S級素人）共演:浅倉領花
- 全校男子のぶっかけ肉便器にされた女子校生（7月25日、マルクス兄弟）
- 歪んだ家族 おじとの情事（8月7日、アタッカーズ）
- 一般人カップル×真正中出し×連続射精ゲーム 「動かない彼氏を何回イカせてあげられる?」 “一切動いちゃいけない彼氏”を60分間で5回発射できたら100万円!!（8月7日、SODクリエイト）※「まお」名義　他出演:ゆうこ、ありさ、ひとみ
- 街で見かけたパイスラ人妻に欲情した俺（8月7日、AKNR）他出演:春永いずみ、野宮さとみ
- ガチ本番!! 特上素人ナンパ即挿入!! in沖縄（8月8日、S級素人）他出演:浜崎真緒、浅倉領花、あずみ真奈、新山かえで
- 美少女即ハメ白書 27（8月22日、ソクハメラボ）共演:かなたいおり、楓ゆうか、宮崎夏帆
- 顔出し! 働く美女限定 マジックミラー号 街頭調査! 職場の同僚とMM号の中で2人っきり❤ 理性と性欲どちらが勝つのか!? 同じオフィスで働く男女に突然のSEX交渉!! in池袋 2（9月6日、ディープス）※「えりこ」名義　他出演:かよ、じゅんこ、れいこ、りょうこ、かなで
- PRESTIGE的 AV女優 更生監獄棟（9月10日、プレステージ）共演:川村まや、川菜美鈴、桜川かなこ、美木ななみ
- 親友が撮ったSEX動画を発見して彼女の卑猥な姿に発情した俺（9月25日、AKNR）他出演:夏海いく、白咲碧
- 2014年度 ソフト・オン・デマンド社内健康診断（10月9日、SODクリエイト）※「相沢晴香」名義　他出演:藤井亜美、水崎真奈美、山本沙織、三上ゆき、林美紀、紀本美佳、細野真美、管野こずえ、原波瑠、石井知里、安野一美、柏木桃子、竹田香澄、阿部春奈、羽山美雪、源莉子、加藤いづみ
- 「『エッチ動画を見て興奮するわけないじゃん』と言っていた姉が…僕が風呂に入っていると『オナニー手伝ってあげよっか?』」 VOL.1（10月9日、DANDY）他出演:紺野ひかる ほか
- 北青山高級アロマ性感オイルマッサージ 9（10月10日、DOC）他出演:西野ななみ、高瀬杏 ほか
- すきスキ大好きお兄ちゃん!! 「お兄ちゃんのこと大好きだから…オチンチン入れてもいいよ」（10月13日、マルクス兄弟）他出演:雫月こと、辻井ゆう、穂高あゆみ
- 初アナル ぶっといチ●ポ2穴挿入イキまくりファック!!（10月19日、エムズビデオグループ）
- パソコンに入っていた自分の母親のハメ撮り動画で興奮した隣の家の娘と恥ずかしい姿を見られ拒めなくなった母親を並べて親子丼 2（10月23日、ナチュラルハイ）他出演:篠田あゆみ、吉井ありさ、潮見百合子 ほか
- 霊長類最強美女は誰だ? DREAM GRANDPRIX2014 全裸オイルキャットファイト 3 頂上決戦!!チャンピオンカーニバル 〜6人のニューカマーそして樹花凛VS板垣あずさチャンピオン同士が遂に激突!〜（12月6日、ROCKET）共演:樹花凜、板垣あずさ、広瀬奈々美、みづなれい、武井もな、加納綾子、伊藤りな
- 120％リアルガチ軟派伝説 vol.19 in 三重（12月11日、プレステージ）※「しおり」名義　他出演:さとみ、りな、ほのか、ゆな、まな
- 小、中、そして高校生の現在もアダ名が「博士」の貧弱な僕。そんな僕の自宅には、クラスの女子がAV見たさによくやって来る。でも、いざエッチなシーンを見たらモジモジしだして頬を赤らめ、パンティー越しにもわかるくらいにビショ濡れで恥ずかしい染みだらけ!そしてヤリたくてヤリたくて我慢できない女子が僕に急接近。 10（12月20日、Hunter）他出演:藤宮卯月、夏海花凛、一之瀬すず、川菜美鈴、海野空詩、白咲碧 ほか
- 羞恥 男女混合 内定者健康診断 「断ったら内定取り消し!」（12月20日、サディスティックヴィレッジ）※「絢嶺遥菜」名義　共演:川村まや、桜井心菜、本澤朋美、森田真由

2015年
- 一般男女モニタリングAV 心優しい巨乳の姉と未だに童貞の弟がセックスの予行演習にチャレンジ! アソコ♥を擦り合わせるだけの素股セックスをできたら100万円!! 想定外に勃起したカチカチの弟チ●ポ! 恥じらいつつも男を感じて濡れちゃった姉マ●コにヌルッと大挿入! 街で見かけた仲良し大学生姉弟の筆おろし近親相姦!（1月22日、ディープス）他出演:橘メアリー、若菜みなみ、猫田りく、永崎文、平沢なつ
- 彼氏の見舞いに来た女の無防備パンチラに隣ベッドでチ○コだけ元気になっちゃった僕。カーテン越しに痴漢したら欲求不満女に火がついて彼氏の寝てる横で僕の上にまたがってきた!（1月22日、SWITCH）他出演:神波多一花、風音舞香
- 相席居酒屋でナンパした仲良し2人組をお持ち帰り。コソコソHしていると隣の部屋にいるガードの堅い女友達はヤラせてくれるか 【其の壱】（2月1日、変態紳士倶楽部）共演:糸永まき　他出演:原千草、沖野るり
- 万引き女子校生お仕置きアナル折檻 万引きは窃盗、立派な犯罪だ! 二度と万引きする気が起きないようアナルに痛みと恥ずかしめを与えてお仕置き指導!（2月5日、サディスティックヴィレッジ）※「彩名遥」名義　他出演:辻井希
- 寝取り 上司の奥さんの胸チラがエロすぎて、我慢ができなくなった僕は…（2月6日、OFFICE K'S）他出演:水咲あかね、羽月希
- 街行くアカンそうな素人をナンパ! 「そんなアカン娘を逮捕!」 手錠かけてHな事しちゃいました♥ PART4（2月11日、DOC）他出演:市川みのり、さとう愛理、浅倉愛、菅野みいな、月島えみり、西野ななみ、宮崎夏帆、美咲杏、速水優香
- 近親中出し強姦 義理の父や伯父に中出しされる若妻たち（2月12日、ルビー）他出演:月島えみり、みおり舞
- えげつないほど下品なフェラチオ 4時間（2月13日、REAL）他出演:佐々木恋海、水咲あかね、羽月希、川菜ひかる、綾瀬みなみ
- ローション×看護師（2月19日、AKNR）共演:二宮ナナ、川村まや
- 舐めっ娘★JK（3月13日、アロマ企画）
- 制服が似合う子限定 即ハメして連続で2回もガッツリ中出し!（3月13日、マルクス兄弟）他出演:愛須心亜、猫田りく、葉山こころ
- 女子大生専用 チ●ポ付きシェアハウス 〜完全女性優位なCFNMの世界〜（3月19日、ディープス）共演:紺野ひかる、川村まや、あゆみ翼
- 小悪魔JK 大胆パンチラコレクション 特別編 AJOI Ver.（3月25日、アロマ企画）他出演:桜井あゆ、若菜みなみ、永瀬里美、小川めるる、原美織
- 都内街角の若妻をナンパGET マジ中出ししちゃいました。 4（3月25日、田町ナンパ天国）他出演:水野朝陽、加納綾子 ほか
- 都内某所にある出会い喫茶で行われるJK制服イベントに、本物女子校生が紛れ込んでいるらしい!!それってヤバイじゃん!!ってことで媚薬を持って潜入取材!!オイシイ思いをしちゃいました!!（3月27日、SCOOP）他出演:川澄まい、金井みお
- 通勤時にいつも電車で見かける地味で大人しそうな子。声も出しそうにないのでそ〜っと悪戯してみると失禁するほど感じた挙げ句、僕の手を掴み「もっと…」とおねだりしてくる変態っ娘だった!（4月1日、DOC）他出演:辻井ゆう、浅倉愛
- エッチに照れまくる姿が可愛い過ぎる女の子（4月1日、S-Cute）他出演:夏芽ひなた、大西りんか、あゆみ翼、咲田ありな
- 二子玉川 巨尻セレブ人妻 骨盤矯正オイルカイロプラクティック 3（4月1日、変態紳士倶楽部）他出演:沖野るり、春原未来、糸永まき、原千草
- べろキス&アナル舐め 変態SEXボランティア（4月17日、クリスタル映像）
- 嘘発見器で素人娘を丸ハダカ! 「本当はエッチ好きなんでしょ?」（4月22日、DOC）※「はるな」名義　他出演:れな、ちなみ、みき、ひな、みほ、なお、さき、つかさ
- 東京23区内の人気オナクラで実証! 2人っきりのプレイルームで徐々に子宮が火照り出す催淫ハーブを焚いたら、みるみる充血する敏感オマ○コ! 「本番NG」「脱ぎもNG」「キスもNG」だけど可愛さでNo.1のプレミアム嬢となし崩し生本番は出来るのか!? 2（4月23日、ディープス）他出演:鈴原エミリ、杏咲望、あゆみ翼、高山えみり
- セレブ妻ムチ尻Tバック限定ナンパ中出し 4（4月24日、GIGOLO）他出演:成海うるみ、水城唯、進藤有沙、篠田ゆう、大崎美佳
- 焦らして焦らして契約をとる寸止め性保レディ 2（5月8日、BAZOOKA）他出演:工藤美紗、金井みお、京野明日香、春海紗奈
- 日常のノーブラ胸チラで、無防備ビンビン敏感乳首がポロリ。エロ過ぎる偶然チラリズム興奮していると… （5月22日、SCOOP）他出演:成海うるみ、進藤有沙、夢咲りぼん、大崎美佳
- 乙女の淫臭 ウチの娘にかぎって…（5月31日、FAプロ）他出演:彩城ゆりな、乙女
- 女子校生 金蹴り研究会（6月5日、フリーダム）他出演:なつめ愛莉、仁美まどか、早乙女らぶ
- 美少女戦士セーラーレジェンドV 前編（6月12日、GIGA）共演:星空もあ、高山えみり、鳴月らん、玉城マイ、竹内真琴、真木今日子
- 「オマ○コ」「アナル」発禁ギリギリの下品ダンス 極小前貼りをくい込ませアナルをおっぴろげエロエロ4コスチュームで踊りまくり!（6月15日、未来 フューチャー）
- 若妻を男女2人のエステティシャンが同時に責めイカせ続ける高級オイルエステ（6月15日、ロータス）他出演:山本美和子、宮野ゆかな
- アメリカに憧れをもつ女子大生限定! 海外調査!! デカチン白人に誘惑された(留学中・旅行中)の女子大生は、自宅に連れ込まれてSEXまでしてしまうのか!? ホメられる/ボディタッチ/英語での甘い囁きの手口でイケメン白人ナンパ師に食い散らかされてしまう海外慣れしていない日本人女の実態を暴露! in Los Angeles USA VOL.1（6月18日、ディープス）他出演:早川沙梨 ほか
- 美少女戦士セーラーレジェンドV 後編（6月26日、GIGA）共演:星空もあ、高山えみり、鳴月らん、玉城マイ、竹内真琴、真木今日子
- 現役女子大生ナマ中出しライフ 2（6月26日、S級素人）他出演:水希舞、西島優梨、紗藤まゆ
- ザ_借金 差し出し妻 人妻愛人プレイ/御恩と奉公（7月1日、FAプロ）他出演:愛沢エルサ
- 理系女の強制射精モルモットにされた男（7月5日、フリーダム）共演:なつめ愛莉、仁美まどか、早乙女らぶ
- 日焼けした親友の彼女とやっちゃった俺（7月9日、AKNR）他出演:夕樹あさひ、槇原愛菜、白咲碧
- 超ドアップ見せつけオナニー 「おま○ことアナルい〜っぱい見てっ!!私と一緒にいこうね♥」（7月15日、プリモ）他出演:本田莉子、あゆみ翼、山本美和子、葉月美音、美木ななみ、瞳れい、虹川そら、篠宮奈津子、紺野まこ、宮野ゆかな、沢木えりか
- 阿部乃みく&あやね遥菜&女監督なんともJAPANが行く! 練習中の現役女子大陸上部員に声を掛けて、初体験の仲良し快感レズナンパ♥ 自慢の筋肉ビックンビックン!汗びっしょり! 女子アスリートたちを大乱交させちゃいました。 レズHunt Vol.18（7月25日、ナンパJAPAN）共演:阿部乃みく、さとみ、まなみ、あゆみ、りさ、なつこ
- M男強制オナニーサポート 女子校生のフリーダム的JOI（8月5日、フリーダム）他出演:なつめ愛莉、仁美まどか、早乙女らぶ
- チ○ポがフル勃起しておさまらないボクを不憫に思った友達のママに「擦りつけるだけだよ」という約束で素股してもらっていたら互いに気持ち良すぎてマ○コはグッショリでヌルっと生挿入!「え!?入ってる?」でもどうにも止まらなくて中出し!（8月6日、アイエナジー）他出演:川菜美鈴、伊藤りな、椎名ありす
- ヒロイン白目失神地獄 美少女戦士セーラーレパード編（8月14日、GIGA）
- JK パンストライフ 4 〜美脚女子校生の痴的生活〜 極薄ナイロンから透けたパンチラが僕を誘う。 4種類のパンストで挑発され勃起チ○ポは爆発寸前!!（8月15日、ジャネス）
- 可愛すぎて性格良し。 エッチなバイトちゃん見つけちゃいました! カラオケ屋店員さん はるちゃん(仮名)（8月21日、ONEZ）※「はる」名義
- 女子校生文化祭模擬店 ちら見せオナサポ喫茶SP（9月1日、アロマ企画）共演:桜木優希音、杏咲望、葉山美空、初美沙希、大槻ひびき、川越ゆい、さとう愛理　※AV OPEN 2015 マニア・フェチ部門3位
- なつこいSEX 浴衣と水着でハメまくり（9月1日、S-Cute）他出演:春原未来、佳苗るか、夏海いく、藤嶋唯、竹内真琴
- 責めっぱなし抜きっぱなしのW痴女（9月5日、フリーダム）共演:彩城ゆりな
- ぶっかけ中出し輪姦撮影会（9月10日、MAD）共演:橋本怜奈
- 菊門姦 アナルオーガズム!（9月17日、グローリークエスト）
- ヒロイン命乞い アクセルガールメタリック（9月25日、GIGA）
- 素人男性さんに都内某所AVメーカーのヤリ部屋お貸しします!! 貴方の可愛い知り合いのSEX撮影出来たら…性交(?)報酬10万円!! Vol.2（9月25日、SCOOP）他出演:早川瑞希、木下麻季、楓ゆうか、北川怜、葉山美空 ほか
- おしゃぶり予備校 52（10月2日、FS.ナイツビジュアル）
- ボイン大好きレズビアン、女友達に過激なレズイタズラ。（10月7日、ビビアン）共演:久我かのん　他出演:青山未来、霧島さくら
- バレたら罰金100万円!!都内デリヘル完全攻略!! 海外から仕入れてきた怪しいギン勃ち間違い無しの勃起薬を飲んで2回戦でも勃起見せつけたら生中出しは可能なのか徹底検証!!（10月23日、SCOOP）他出演:星空もあ、木下麻季、みなみ愛星、早川瑞希、篠田ゆう
- ヒロイン完勝 アクセルガールメタリック（11月13日、GIGA）
- 罵倒地獄番外編 センズリを馬鹿にする女 その2（11月5日、フリーダム）他出演:香山美桜、司ミコト、真野ゆりあ、彩城ゆりな、丸山れおな、小西まりえ、望月杏里、真島かおる、辻井ゆう、鳴月らん、青葉優香、青木真奈美、滝沢ノア、須藤早紀、有本紗世、七瀬ひとみ、なつめ愛莉、仁美まどか、早乙女らぶ、桜ちなみ、あゆみ翼、篠田ゆう、朝倉ことみ、星崎アンリ、高山えみり、宮森菜月
- 117分間ノンストップ撮影、ノーカット編集で生中出し29連発に長時間お掃除フェラとぶっかけ12連発!!（11月6日、FK.ナイツビジュアル）
- あの娘はまさかのムッツリ痴女!? 職場の真面目なメガネOLは実はド淫乱だった!! いやらしい言葉で攻めまくり、どぴゅっと絞り出した精子をごっくん!!（11月20日、MAGIC）他出演:七瀬ひとみ、宇野ゆかり
- イキたくてもイカせない! イカせず中出し交渉! 3 寸止め地獄で判断能力を低下させてからナマチ○ポ挿入を誘惑、中出し交渉!人気女優たちに手加減なしの無差別快楽テロ!（11月26日、Mr.michiru）他出演:竹内真琴、星野ひびき、御舟みこと
- ヒロイン姉妹悪堕ち バットレンジャー誕生（11月27日、GIGA）共演:篠田ゆう
- 「腋ばっかり撮らないで…」「アナルだけなんて恥ずかしい」 エロ一切禁止、素人フェチ作品撮影中に媚薬を飲ませて強制発情!!羞恥×淫乱効果で女から本番を求める検証映像!!（11月27日、SCOOP）他出演:涼川絢音、早川瑞希、桜ちなみ、星空もあ
- 撮影現場のカメラの前でおしっこをするAV女優 2（12月3日、グローリークエスト）他出演:七草ちとせ、三喜本のぞみ、小西みか、千乃あずみ、水元恵梨香、井川菜乃花、岩崎麻莉子、夕樹あさひ、葵千恵、希咲あや、松井優子、折原ほのか、早乙女ありさ、宮部涼花、松本まりな、澤村レイコ、安野由美、菅野さゆき、水沢みゆ、原千草、逢沢はるか、江上しほ、蓮実クレア、上原花恋、可愛まゆ、司ミコト、青山未来、逢月はるな、星野ひびき、なごみ、蛯名りな、黒瀬萌衣、大見はるか、木下寧々、坂口れな
- ディルドと足裏（12月5日、フリーダム）他出演:香山美桜、司ミコト、なつめ愛莉、望月杏里、真島かおる、辻井ゆう、鳴月らん、青葉優香、小西まりえ、丸山れおな、有本紗世、七瀬ひとみ、高山えみり、篠田ゆう、あゆみ翼、仁美まどか、宮森菜月
- イケメンの友達に誘われて憧れの宅飲み!のはずが全く輪に入れず“ボッチ”の僕…が、勇気を出して『童貞なんだ』と告白したら今までボクに興味を示さなかった女子たちが『フェラまでならいいよ』と言ってボクのチ○ポをしゃぶってきた!当然それだけでは収まらない女子は…（12月7日、お夜食カンパニー）他5名出演
- リア充大学生たちはこのあと滅茶苦茶中出ししてる（12月10日、Mr.michiru）共演:竹内真琴、星野ひびき、御舟みこと
- スーパーヒロイン ドミネーション地獄 〜アクセルガールMETALLIC〜（12月11日、GIGA）
- じらし濡れ縄（12月13日、赤ほたるいか）
- あやね遥菜式 性のお悩み解決しますッ! 徹底奉仕&介護で早漏・遅漏・勃起不全をエロで克服するのだ!（12月13日、HERO）
- 「えっ!?うそ!デカくなかった?もう1回あの勃起が見たい!」 旅行先の混浴温泉でのんびり入浴していたら酔っ払った女子大生集団がなだれ込んで来た! 酔っ払っているから無防備で裸が見放題!僕の人並み以上に大きいデカチンは当然フル勃起!そんな勃起が見つかり気まずい雰囲気になり、なんとか変態と思われないように心頭滅却し勃起を抑えつけることに成功。だけど逆にそれが不満な女子達は、もう一度勃起させようとお色気満載のエロ見せつけで2度目の勃起させ合戦に! そしてあえなく勃起…。パンパンに勃起したデカチンを見て興奮してしまった女子たちと…。（12月24日、Hunter）他出演:紗藤まゆ、夕城芹、青葉優香、春原未来、みなみ愛星、葉山美空、白石みお、逢沢るる
- 純愛☆妹アイドル マシュマロ3d+ 〜アイドル大乱交 私たち、お兄ちゃんたちとSEXしちゃいましゅ!!〜（12月25日、TMA）共演:阿部乃みく、彩城ゆりな、篠宮ゆり、あゆみ翼
- 女子校生 マン筋パンチラ15人（12月25日、夢精館）他出演:進藤有沙、青柳ひなた、浅倉愛、椎名まりな、天野ふうか、藤本紫媛、美月るな、浜崎真緒、ひなたりこ、杏堂怜、宇佐木もも、加藤朱里、宮本菜々花、紺野ひかる

2016年
- 先輩と私 Re:（1月1日、U&K）共演:彩城ゆりな
- 愛の戦士まぼろしマスク（1月22日、GIGA）共演:高山えみり
- セレブ系素人妻ガチナンパ!! 21 エロくて美形な人妻16人!! 即尺!!即生ハメ!!ザーメン中出し!!（1月22日、GIGOLO）他出演:大崎美佳、宮野ゆかな、春日もな、水野朝陽、大槻ひびき、雪美えみる、桃宮もも ほか
- 童貞の僕を不憫に思った妊娠した姉に「擦りつけるだけだよ」という約束で素股してもらっていたら互いに気持ち良すぎてマ○コはグッショリ!でヌルっと生挿入!「え!?入ってる?」でもどうにも止まらなくて中出し!（2月6日、アイエナジー）他出演:彩城ゆりな、あゆみ翼、竹内真琴、天羽栞
- SUPER HEROINE アクションウォーズ テイルズ オブ シェンメイ（2月12日、GIGA）
- 親の居ない日、僕は5人の妹とむちゃくちゃSEXした。（2月12日、TMA）共演:阿部乃みく、彩城ゆりな、あゆみ翼、篠宮ゆり
- ポロリ続出! 素人娘限定! ノーブラ浴衣でツイ●ターゲーム 2（2月18日、ATOM）他出演:逢沢るる、白石みお、夕城芹、みなみ愛星、紗藤まゆ
- ツンデレJKのパンスト 舐めて破って生挿入!（2月25日、シャーク）他出演:佐山あずみ、鈴村みゆう
- 激イキ絶頂トランス状態で淫語100イキ中出し連発全身に塗り付けた快感倍増の媚薬オイルの即効果で理性も崩壊し、快感に貪欲な痙攣性獣に変貌した…（3月4日、h.m.p）
- 夢の女子社員たちの部署で僕一人! 黒パンスト透けパンチラに勃起してたら6人の先輩におチ○ポたっぷり可愛いがられキン○マすっからかん!（3月5日、SWITCH）共演:大槻ひびき、涼川絢音、夏希みなみ、枢木みかん、なつめ愛莉
- 本番禁止の都内有名デリヘルでただ口説いてヤルだけじゃ収まらない! ぎらついた男たちがデリヘル嬢に生中出しするまで クリスマスイブに出勤している嬢集!（3月5日、Mr.michiru）他出演:あゆみ翼、川瀬麻衣、三浦春佳
- トップセクシーアイドル夢見る仲良しJK5人組のえっちな放課後活動 〜マシュマロ3d+がんばっちゃいマシュ♥〜（3月11日、BAZOOKA）共演:阿部乃みく、彩城ゆりな、あゆみ翼、篠宮ゆり、佐倉絆
- 着衣が熟れ美尻を強調する ピタ尻人妻ミニスカートナンパ（3月11日、S級素人）他出演:逢月はるな、水城りの、仁美まどか
- 街中でエロい女が目隠し手錠で全裸放置偶然助けを求められた男はどうする!?実際起こり得る日常のエロハプニング 羞恥心を刺激され感度急上昇した女は見えない相手と中出しイキ狂い痙攣!!（3月11日、SCOOP）他出演:若槻みづな ほか
- B.B.ボーイズに目覚めちゃった僕。 挑発パンチラ&全裸オプション（3月13日、アロマ企画）共演:川越ゆい　他出演:桜木優希音、遠山しおん、大槻ひびき
- 常に乳首責めメンズエステ 施術中に常に乳首をペロペロサワサワ愛撫するエステ（3月17日、アイエナジー）他出演:彩城ゆりな、あゆみ翼、竹内真琴、天羽栞
- 工事現場で働く俺のむさ苦しいアパートの隣にソソる理系メガネ女子大生が越してきた。 肉体労働者でビンボーなオッサンの俺が初めて見るタイプの男で興味津々!?彼女たちの研究対象になった俺のチ○ポはじっくりと可愛がられ、たっぷり弄ばれ、熱心に研究し尽くされちゃいました!（3月17日、SOSORU×GARCON）他出演:仁美まどか、並木あゆ
- セキュリティ・ガード アーマメント ガードイーグル（3月25日、GIGA）
- アルバイトと称してセンズリ鑑賞をさせたら、久しぶりの勃起チ●ポに欲情してしまったセックスレス人妻たちのリアルな下半身事情がそこにあった!!（3月25日、SCOOP）他出演:夏希みなみ、一条リオン、椎名りりこ
- 罵倒地獄 SEX下手な男がSEX中に言われた言葉（4月5日、フリーダム）他出演:みおり舞、SHIN、なつめ愛莉、小宮山ゆき、森保さな、跡美しゅり、雪谷ちなみ、双葉ゆきな、朝比奈麻里、白咲碧、豊川えみる、篠田ゆう、笹本梓、彩城ゆりな、ゆり菜すず、逢沢るる、葵千恵、宇野ゆかり、御舟みこと、香月星七、香山美桜、佐伯瑠衣、本田莉子
- ザーメン出しまくり!! デカチンふたなりレズバトル（4月7日、ROCKET）共演:神波多一花
- 完全裏風俗 SEX・中出しが当たり前 連れ出しスナック（4月7日、Mr.michiru）共演:彩城ゆりな、あゆみ翼、あゆな虹恋
- ナンパTV×PRESTIGE PREMIUM 06 （4月20日、プレステージ）他出演:天野ふうか、水嶋杏樹、一条リオン、西条沙羅、彩奈つばさ、麻里梨夏、青葉優香、橘みおり、望月さくら、星野ひびき、伊東紅
- ヒロインピンチ 〜ラバーヒロインと閉じた空間〜（4月22日、GIGA）共演:藤井凛
- チ●ポ、マ●コをカメラ目線で連呼するオカズだらけの通販番組 淫語テレビショッピング 〜しゃぶりながら、ぶっかけられながら、ハメながら…スケベな商品紹介する女性キャスト3人〜（5月12日、ROCKET）共演:花咲いあん、姫川ゆうな
- JK洗体リフレの面接にやってきたバイト志望の女子校生に、制服を着たまま「これはやっちゃダメだよ」とソープランド同然の研修を強要する極悪店長!（5月19日、アパッチ）他出演:早瀬ありす、白咲碧、なつめ愛莉、涼川絢音
- 超R-指定 TVじゃ絶対放送できない! オマ○コくぱくぱぁ淫語マンビラップバトル センズリフリースタイル! マンビラ開閉MCバトルトーナメント!!（5月26日、ROCKET）共演:木下寧々、川越ゆい、早瀬ありす、NOA ほか
- 格闘美少女神美(シェンメイ) －THE DEATH OF SHENGMEI－（5月27日、GIGA）
- 出張マッサージで際どい所を何度も刺激されイク寸前に終了させられた人妻は自ら延長を申し入れ挿入中出しを懇願する! 5（6月1日、MAGIC）他出演:夏希みなみ、篠田ゆう
- 短小・包茎・早漏のお悩み相談 泌尿器科のナースのお仕事（6月5日、フリーダム）他出演:朝倉ことみ、星川麻紀、あゆな虹恋、長谷川美織、小宮山ゆき、早川瑞希
- 競泳水着スポーツマッサージ 2（6月19日、マッサGoGo!!）他出演:星空キラリ、篠田ゆう、小西みか
- エステティシャンのパンストにそそられた僕、常にパンチラでナイロンから透けるパンティ(オマ○コ)にたまらず勃起! 光沢パンストでチ●ポにサービスしてくれるフェチな裏コースは本当にあった（6月19日、スタイルアート）他出演:相葉レイカ、咲月りこ、春日由衣、瀬戸友利亜、保坂えり、波多野結衣、佳苗るか
- 陸上部日焼け少女睡眠薬強姦投稿映像（6月24日、青空ソフト）他出演:星井笑、唯川千尋
- 全員ノーパン直穿きパンストでオマ○コ丸見え! お姉さんたちは僕を誘惑して、刺激的過ぎるパンストモグラクンニをさせるもんだから勃起しまくりです。 2（6月30日、ジャネス）他出演:初美沙希、相葉レイカ、鈴村みゆう、友田彩也香、波多野結衣、佳苗るか、春日由衣、小宮山せりな、咲月りこ、瀬戸友里亜、保坂えり
- 女子大生だらけのシェアハウスでM男に調教された僕（7月5日、フリーダム）他出演:朝倉ことみ、星川麻紀、あゆな虹恋、長谷川美織、小宮山ゆき
- 完全主観 罵倒地獄 Vol.5 〜罵られて勃起する男達の子守唄〜（7月5日、フリーダム）他出演:涼宮琴音、芦田知子、逢沢るる、本田莉子、あおいれな、通野未帆、星野あかり、水原あお、井上リオナ、篠原ゆきの、和泉潤、双葉みお、桂希ゆに、朝倉ことみ、長谷川美織、奏瀬なつる、早川瑞希、竹内真琴、麻里梨夏、佐伯かのん、星川麻紀、小宮山ゆき、七緒ゆづき、星空もあ、ましろあい、生駒はるな、本多恵、早乙女ゆい、広瀬うみ、サリー、神田理央、事原みゆ、まひろ芽唯、跡美しゅり、あゆな虹恋、卯水咲流
- 競泳戦士アクアガール（7月8日、GIGA）
- 発達途中の優しい妹に欲情した童貞の兄が両親の目を盗んで自らカメラ片手にSEX懇願! 禁断の近親相姦SEXを撮影される恥ずかしさとは裏腹に相性良過ぎて自ら腰を振りながらカメラ目線でイキまくる!（7月8日、V&R PRODUCE）他出演:あゆな虹恋、篠田ゆう、阿部乃みく
- この娘とレズしたい!（7月13日、U&K）共演:彩城ゆりな　他出演:堀内秋美、逢沢るる、城田るり、玉城マイ
- MASOTRONIX（7月15日、MAD）共演:篠田ゆう
- Steel Hold vol.3（7月19日、TEPPAN）他出演:天衣萌香、あゆな虹恋
- 女子校生 暴力教室 小便リンチ（8月5日、フリーダム）他出演:朝倉ことみ、星川麻紀、あゆな虹恋、小宮山ゆき、長谷川美織、早川瑞希
- ディルドと足裏 2（8月5日、フリーダム）他出演:跡美しゅり、サリー、星野あかり、小宮山ゆき、双葉みお、まひろ芽唯、奏瀬なつる、竹内真琴、本多恵、麻里梨夏、あおいれな、星川麻紀、あゆな虹恋、朝倉ことみ、長谷川美織、早川瑞希、和泉潤
- ROCKET8周年記念作品 マイクロビキニでドキッ! 巨乳20人!水泳大会2016 真夏のエロ水着とおっぱいの祭典!巨乳20人がプールでガチンコエロバトル!!（8月6日、ROCKET）共演:澁谷果歩、浜崎真緒、江上しほ、若槻みづな、篠田ゆう、水野朝陽、松本メイ、西条沙羅、本真ゆり、塚田詩織、青葉優香、逢沢るる、福咲れん、小西みか、可愛まゆ、綾波まこ、横山夏希、NOA、真木今日子、倖田李梨
- アクセルガール VS パワーウーマン　Defeat of Justice（8月12日、GIGA）共演:夏希みなみ
- 普段は真面目な隣のお姉さんは、家の中では全裸生活! 無防備すぎる姿に欲情した僕が堪らず勃起してたら、すんなりSEX! キンタマスッカラカンになるほど連続射精を求められた!（8月12日、V&R PRODUCE）他出演:篠田ゆう、枢木みかん、このみあん
- アナル拡張 美女の肛門を丹念に手荒に押し広げ悶絶と絶頂の様を観察（9月1日、グローリークエスト）他出演:みづなれい、新川優衣、星川麻紀、中里美穂、咲良ひとみ、宇野ゆかり
- 元祖 時間よ止まれ! 〜いつでもどこでもハレンチ天国〜（9月1日、V&R PRODUCE）共演:美咲かんな、夏希みなみ、初芽里奈、柚葉みいさ、八咲唯、聖菜アリサ、大石忍、岡本希、牧瀬りみ　※AV OPEN 2016 企画部門エントリー作品
- 朝ゴミ出しする近所のノーブラ奥さんとやっちゃった俺 7（9月8日、AKNR）他出演:日比乃さとみ、かなで自由
- 近所のママ友たちのパンチラ&パイチラで僕の思春期チ○コはカッチカチ 2 すぐ射精しそうな敏感チ○コをスローピストンでじっくり味わう6人の人妻たち（9月8日、SWITCH）共演:大槻ひびき、尾上若葉、桃瀬ゆり、綾瀬みなみ、小泉まり
- 愛する妻からの衝撃の寝取られビデオレター! 5 個室ビデオでエロDVDを見てたら妻が俺への当てつけで知らない男に種付けされた!（9月8日、Mr.michiru）他出演:神波多一花、青葉優香、日高結愛
- スーパーヒロイン絶望 〜姉妹ヒロインラストバトル〜（9月9日、GIGA）共演:平清香
- 彼氏と待ち合わせ中の素人お嬢さん限定! 彼氏と電話しながらイタズラ我慢ゲームに挑戦して高額賞金ゲットしてみませんか?（9月19日、ATOM）他出演:なつめ愛莉、早瀬ありす、仁美まどか、並木あゆ
- 完全撮り下ろし 鉄板女優さんの好きなように手コキして下さい。（9月19日、TEPPAN）他出演:佐々木あき、愛咲れいら、大島美緒、艶堂しほり、双葉ゆきな、MIRANO、長谷川夏樹、吹石れな、さくらみゆき、西川ゆい、あゆな虹恋、星空キラリ、伊東真緒、相原翼、水野朝陽、神木優愛、春川せせら、サリー、原ちとせ、紗藤まゆ、美咲かんな、荻野舞、椎名そら、月島ななこ、尾上若葉、涼川絢音、篠田ゆう、あかね杏珠、稲村ひかり
- 姉貴の友達が我が家にやって来てお泊まり会ですってぇ〜?! 2 パンチラ見せつけられると即勃起しちゃう僕の元気チ○ポに「みんなに内緒で」オトナ女のカラダたっぷり教えてくれました（9月22日、SWITCH）共演:桃瀬ゆり、佐山杏里、大森美玲
- 妄想アイテム究極進化シリーズ レズのワタシが透明人間♀になった! 女子校編 〜同性愛を告白できないタチレズJKが透明パワーでマ○コ貪り具合わせ天国〜（9月22日、ROCKET）共演:佳苗るか、宮崎あや、川越ゆい、眞ゆみ恵麻
- 変態尻フェチのための壁尻風俗店 2（9月22日、ROCKET）共演:横山夏希、椿かなめ
- 日本最大の繁華街にある「老舗おっぱいパブ」では新人嬢がベテラン嬢から客を奪うために内緒でセックスさせてくれる。しかも生で。 6（9月22日、Mr.michiru）他出演:葉山美空、青葉優香、水城りの
- 同性愛婚を承認する●●役所併設レディースクリニック レズビアンカップルばかりを狙う美人女医が相方の女子を超絶テクで寝取る!（10月1日、変態紳士倶楽部）他出演:碧しの、羽月希、稲村ひかり、水原さな
- 募集ちゃんTV×PRESTIGE PREMIUM 10（10月7日、プレステージ）他出演:希咲あや、今宮なな、黒木いくみ
- ヒロイン営業 フレアース（10月14日、GIGA）
- AV女優 裸コレクション 第二弾（10月14日、V&R PRODUCE）他出演:佐々木あき、篠田ゆう、美咲かんな、百合川さら、仁美まどか、あゆな虹恋、青木かなみ、このみあん、青葉優香、内村りな、紗藤まゆ、西条沙羅、枢木みかん、夏希みなみ、阿部乃みく、宮崎あや、北川エリカ、広瀬うみ、一条リオン
- 最強属性 03（10月28日、最強属性）
- ニオイを感じる足裏 3（11月5日、フリーダム）他出演:青木真奈美、滝沢ノア、星崎アンリ、香山美桜、宇野ゆかり、ゆり菜すず、森保さな、双葉ゆきな、雪谷ちなみ、須藤早紀、芦田知子、跡美しゅり、佐伯瑠衣、桜ちなみ、篠田ゆう、朝倉ことみ、なつめ愛莉、小宮山ゆき
- 『ちんちん危機一発ゲーム』で乱交に! 転校先の学校に男はボク1人! そんな環境なので自然と目に入るパンチラに勃起してたら、女子に目を付けられ『ちんちん危機一発ゲーム』の標的に!! ※このゲームは女子が順番にボクのチ○ポを刺激しイカせた人が負け! 全部寸止めだけど女子チームもゲームがエスカレートしていくと発情しだし…（11月7日、Hunter）共演:星空もあ、まひろ芽唯　他出演:阿部乃みく、美咲かんな、あゆな虹恋
- ノンケの友達同士がカメラの前で初めてのレズベロちゅう 第4回素人ベロちゅう選手権 レズスペシャル マ○コへはノータッチでレズキスだけでイケたら賞金GET! 燃え上がって下のお口もブチュ〜と初貝合わせ!!（11月10日、ROCKET）共演:宮崎あや　他出演:愛原れの ほか
- 超内気で弱気なボクに突然2人の巨乳過ぎるヤリマン妹が出来た! 2人の巨乳過ぎる義理の妹たちは超ヤリマン女子校に通う自他ともに認めるヤリマン女子!!全くノリについていけないものの日々、無防備な妹のパンチラ&胸チラでフル勃起!!でもどうしても仲良くなれないんです!!そんなボクと仲良くなろうと両親がいない時に義理の妹たち2人がボクの部屋にお酒を持ってやってきた!そして無理やり宅飲み!早々に酔った妹たちがどんどんスケベになりヤリマンの血が騒ぎ出しボクを襲ってきてどっちが早くイカせるか競い合いとにかく激しく腰を本当に激しく振ってきた!!（11月19日、Hunter）共演:星空もあ　他出演:前田のの、白桃心奈、森はるら、逢沢るる
- AV誕生35周年メモリアル 全裸スポーツの祭典 ガチンコ全裸女子レスリング 48kg級編 5分×2ピリオド制、ガチのレスリングルールとレズリング特別ルールで戦う新たな女闘レズリーグ戦!!（11月23日、ROCKET）共演:崎あや、南瀬奈、清美奈央
- ふたなりレズヒロイン 2 We are ルミナスミーティア（11月25日、GIGA）共演:武藤つぐみ、しじみ
- セ・リーヌの星 2 〜屈辱の肉体奉仕〜（11月25日、GIGA）共演:KAORI
- ギャップ男子 〜肉食なカレと秘密の同居〜（12月8日、GIRL'S CH）
- 『女子校生たちに我が家が乗っ取られた!!』 転勤族の私のせいで学校になじめなかった娘が、新たな引っ越し先で友達を連れて来た!が！いつしか我が家は溜まり場になり、帰る様子もなく好き勝手し始める娘の友達!ここで父の威厳を見せる時なのですが… 女子校生のパンチラ&胸チラに興奮して股間はギンギンに! …だから何も言えません!さらに女子校生たちはそんな私の下半身事情を知っているかのように、面白がって家族が近くにいるにも関わらず誘惑してきて…!?（12月19日、Hunter）共演:相澤ゆりな、美咲かんな、安達メイ、渡辺そら ほか
- 男子禁制の女性専用シェアハウスに男はボク1人!? 妹が住む都会の女性専用シェアハウスに、こっそり泊めてもらったら、あっさり他の居住者に見つかり大ピンチ!かと思ったら、なんだかボクに興味津々の女性たちは追い出すどころかむしろ歓迎ムード。家族以外の女性と一緒に生活するのが初めてのボクは無防備すぎるパンチラ、胸チラ当たり前の女性たちにあっさり勃起…。隠しきれず勃起が見つかりみんなの前で無理矢理脱がされボクのチ○ポはみんなのオモチャに!それからは、露骨な誘惑で勃起させられ、オチ○ポペットとしてセックスを求められて、まさかのハーレム状態に!（12月19日、Hunter）他出演:水谷あおい、宮崎あや、前田のの、通野未帆、渡辺そら、安達メイ、明海こう ほか
- バトルオリジナル ビッグネームvs新人ファイター 3（12月23日、バトル）共演:福山理子
- バトルフレッシュファイター FILES.11（12月30日、バトル）

2017年
- 総勢10名 全編顔出し マジックミラー号 高学歴女子大生が超絶デカチ○ポに赤面フェラ! 最後はやさしすぎてキツキツおマ○コに巨根丸ごと挿入! in目白（1月6日、SODクリエイト）他出演:美咲かんな、あおいれな、杏堂怜、白間れおな、前田のの、大倉みゆ、はるのるみ、道重恋 ほか
- 駐輪場で拘束され固定媚薬バイブで放置イキしながら助けを求める女子校生を犯さずにいられますか? 全員中出しVer.（1月7日、アパッチ）他出演:星空もあ、阿部乃みく、あゆな虹恋、里美まゆ
- 【悪用厳禁】タダマンJK スパルタ性交（1月13日、EROTICA）共演:美咲かんな
- 幼い顔した女子校生のデカ尻妹は将来を心配するほどの絶倫! 性欲強過ぎてまさかの兄チ○ポに上から目線で挑発しながら馬乗り生挿入! 相性良過ぎて一度の射精では満足できず連続中出し懇願!（1月13日、V&R PRODUCE）他出演:跡美しゅり、宮崎あや、川村まや
- オナニーでイキ疲れて寝てしまった姉のマ○コに興奮した弟が、こっそり素股。感じているのをいいことにそのまま生挿入中出し!（1月19日、アイエナジー）他出演:広瀬うみ ほか
- ヒロイン大活躍 06 カンフー戦士シャオルン（1月27日、GIGA）
- あやね遥菜とアナタのハイドロ競水 H（2月3日、アスリート）
- 限定生産 10時間2枚組 \1980 マイクロビキニでドキッ! 巨乳20人!水泳大会2016 巨乳20人水泳大会シリーズ過去3本のダイジェスト+ドッキリ裏側大作戦+本編未公開映像も完全収録!! No.1セールス記念 完全版（2月16日、ROCKET）共演:澁谷果歩、浜崎真緒、江上しほ、若槻みづな、篠田ゆう、水野朝陽、松本メイ、西条沙羅、本真ゆり、塚田詩織、青葉優香、逢沢るる、福咲れん、小西みか、可愛まゆ、綾波まこ、横山夏希、NOA、真木今日子、倖田李梨
- ポロリ続出! 素人娘限定! ノーブラ浴衣で大量ローターツイ●ターゲーム（2月19日、ATM）他出演:逢沢るる、かなで自由、みなみ愛星、紗藤まゆ
- 黒パンストOL限定!! 黒ストッキング ぬるぬる! ローション相撲（2月19日、ATM）他出演:相澤ゆりな、折原ほのか、はるのるみ、なつめ愛莉、今井ゆあ
- 死んでも見たくなかった! 結婚間近な彼女のバイト仲間とのBBQ映像（2月19日、お夜食カンパニー）共演:玉木くるみ、今井ゆあ
- 素人コスプレイヤーを媚薬バイブでアクメ強姦!（2月24日、SCOOP）他出演:広瀬うみ、あゆな虹恋 ほか
- 奇跡過ぎ!! お姉ちゃんが航空会社に就職したら、僕の家が同期スチュワーデスの憩いの場になった! スカートから覗く美脚&パンティに僕の童貞ち●ぽは一日中勃起しっぱなし!心配したCA達が、一流の男仕込みのドスケベな体で夢のような筆おろし!まだ収まらない絶倫ち●ぽでとっかえひっかえ一流の女とヤリまくって、ついにはお姉ちゃんとまで!（2月24日、SCOOP）共演:柊木友美、羽月都花沙 ほか
- レズビアンカフェへようこそ レズ調教された2人のアルバイト女子大生(3月7日、ビビアン)共演:篠崎みお、清本玲奈
- 強烈媚薬を山盛り飲まされた素人女子大生と童貞君が、息がかかる距離で見つめ合いながらクチュクチュ相互オナニー 火照りを我慢できない極上美人は焦らしに焦らされ自ら童貞筆おろしを懇願するのか!?（3月10日、DIY）他出演:あけみみう、羽月都花沙 ほか

2018年
- リハビリの先生（7月16日、SILK LABO、及川大智）

### イメージDVD
- Haruna（2013年11月14日、グラッツコーポレーション）
- Pure Moe Mix（2015年1月25日、日本コンテンツ流通）

### 映画
- 浮気妻 寝室の覗き穴（2015年8月21日公開、70分、オーピー映画、監督・脚本：吉行由実）
※別タイトル「浮気妻 身代わりの罠」
- 寸止めスナック　めす酒（2017年02月10日公開、70分、オーピー映画、監督・脚本：関根和美）
- W不倫　寝取られ妻と小悪魔娘（2017年07月14日公開、70分、オーピー映画、監督・脚本：関根和美）[8]

## テレビ
- 魚拓と成瀬のツキとスッポンぽん #59,#60（2015年10月18日,25日、パチ・スロ サイトセブンTV）
- ケンコバのバコバコテレビ（2016年6月3日,10日、サンテレビ）

## インターネットテレビ
- トイズハートプレゼンツ「ハートの部屋」（2017年6月21日、ニコニコ生放送）＊第８回ゲスト[9][10]